# 8Eight
1. REDIRECTION Shreya Ghoshal